# Epistulae ad familiares
Ne doit pas être confondu avec Epistolae familiares, un recueil de lettres en prose latine de Pétrarque

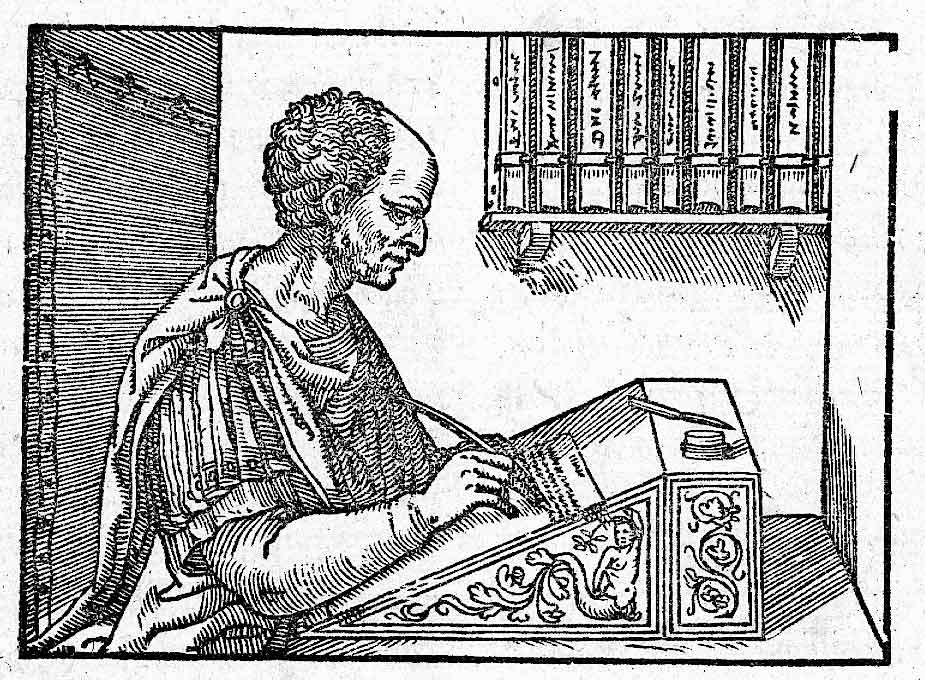
Cicéron, Epistulae Ad Familiares, Venise, 1547, page 329 (détail)

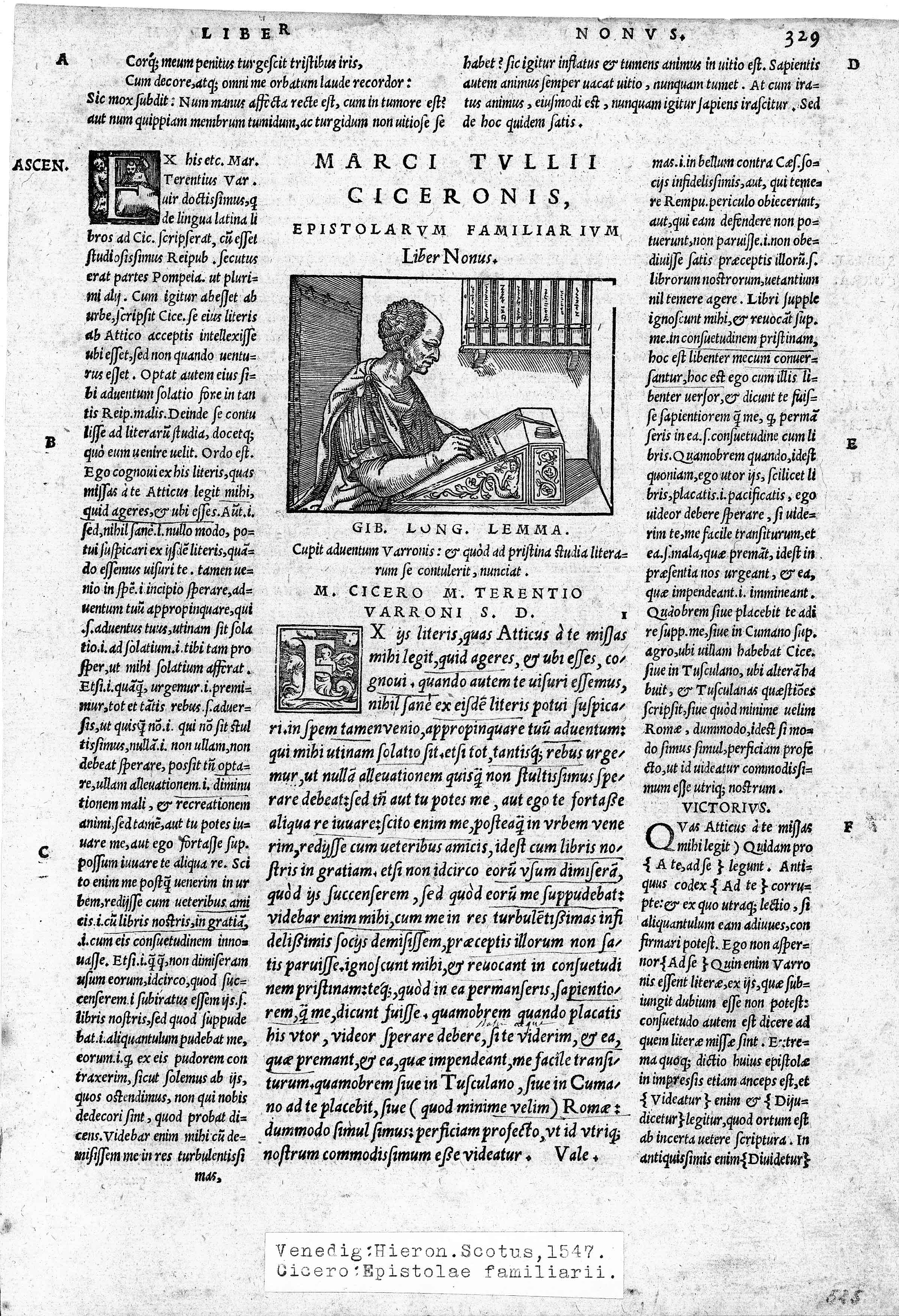
Cicéron, Epistulae Ad Familiares, Venise, 1547, page 329

Les Epistulae ad familiares (Lettres aux familiers ou Lettres aux amis) sont une section de l'épistolaire de Cicéron contenant les lettres adressées par l'orateur à des personnages de la vie publique comme Pompée, Jules César et Caius Asinius Pollio, et privée comme son épouse Terentia ou le libertus Tiron. 
Rédigées entre 63 et 43 av. J.-C., les lettres ne sont pas classées dans l'ordre chronologique mais selon le destinataire auquel elles sont adressées.
De son vivant, Cicéron avait émis le souhait de rassembler et publier une partie de sa correspondance privée après l'avoir sélectionnée et revisitée . La tâche que Cicéron avait confié au libertus Tiron, est interrompue à sa mort en 43 av. J.-C. Selon une théorie avancée par Jérôme Carcopino Tiron, probablement influencé par Auguste, choisit de publier les Epistulae ad familiares, fournissant ainsi un portrait complet démystifiant la figure de Cicéron. Cette théorie a été réfutée par Pierre Boyancé dans son article « Cicéron contre Cicéron ? », paru en 1949. 
Le contenu de l'épistolaire cicéronien est varié : on y trouve des lettres à caractère purement informatif, confidentielles ou encore des traités, Sa valeur réside principalement dans les informations concernant le milieu romain durant la décadence de la République.

## Histoire du texte
La production épistolaire de Cicéron est particulièrement fournie comme le confirment les 36 livres qui la composent. Il existait probablement autant d'autres livres dans l'Antiquité desquels il ne reste aujourd'hui qu'une centaine de fragments dont la publication est considérée comme douteuse , et les lettres qui nous sont parvenues contiennent des références concernant d'autres lettres perdues. Cette perte est probablement due à l'absence d'une liste précise concernant la correspondance de la part de Cicéron qui n'aurait pas eu l'occasion de faire recopier certaines lettres avant l'envoi à leur destinataire.
Cicéron affirme écrire personnellement et dicter des lettres avec une grande fréquence , à tout moment de la journée, de l'aube jusqu'à la fin de la nuit, même pendant le repas, arrivant ainsi à produire quotidiennement une ,, ou plusieurs lettres.

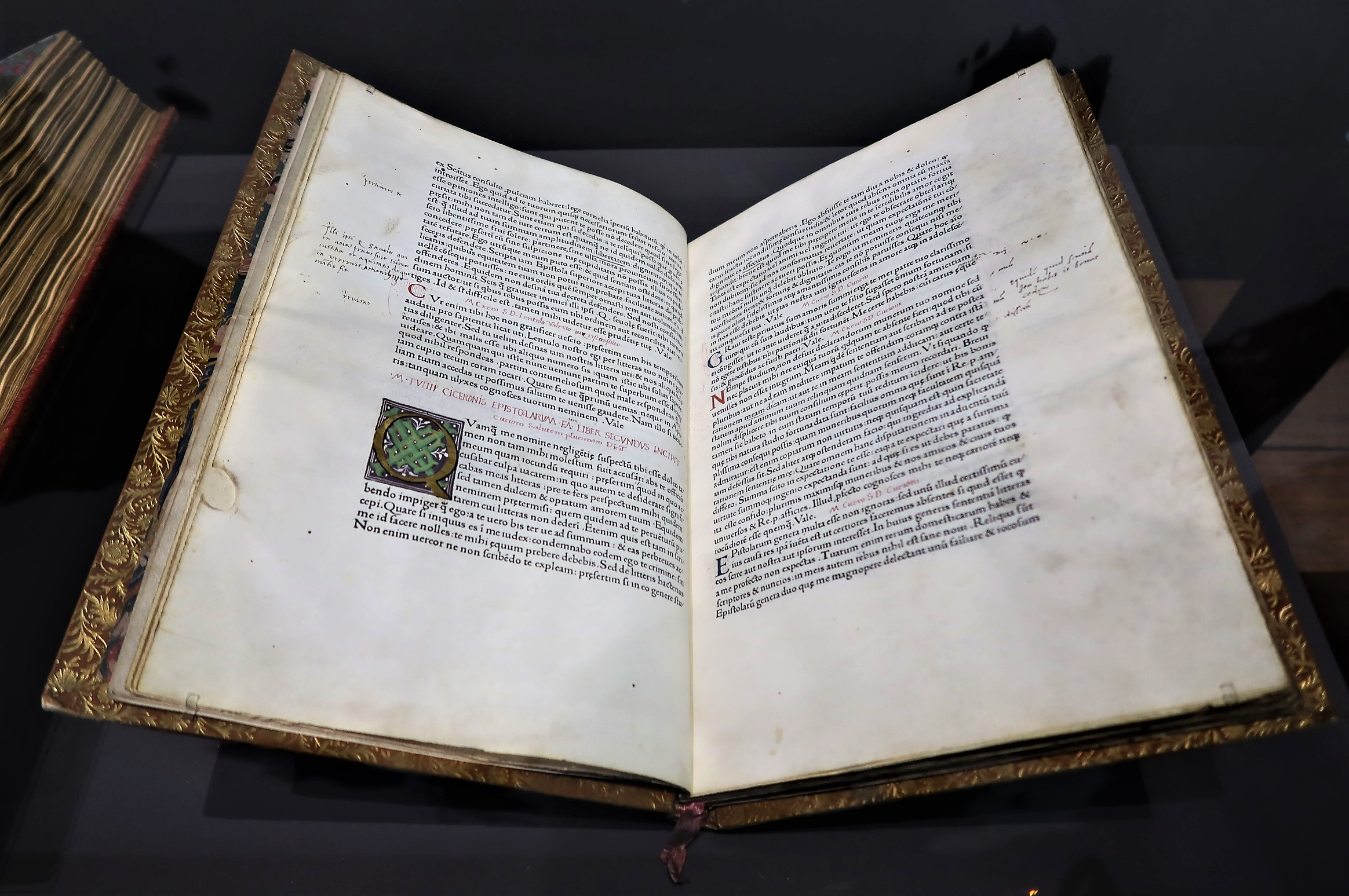
Édition de 1469 imprimée par Jean de Spire, premier ouvrage imprimé à Venise.

Ce recueil a inspiré en 1345 l'humaniste italien Pétrarque pour ses Epistolae familiares.

## Bibliographie

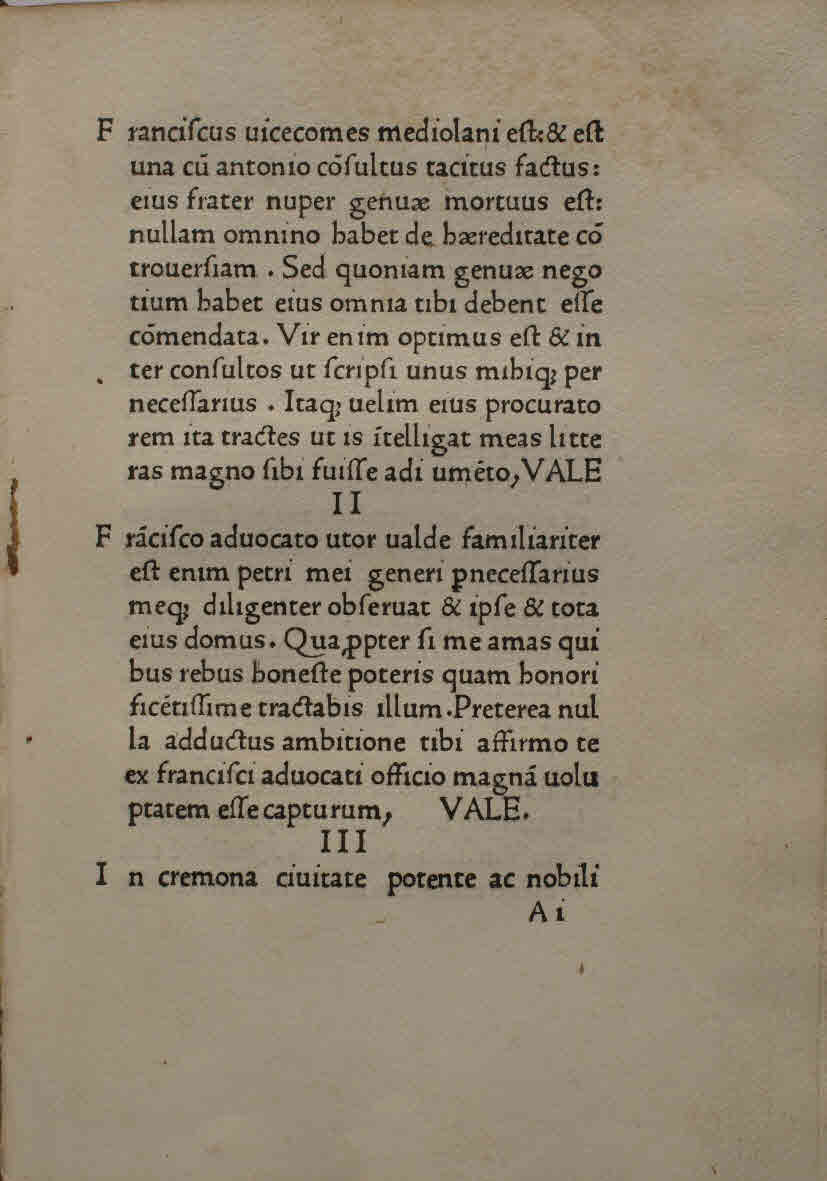
Epistolae. Antologia, 1480